# Hood Politics IV: Show & Prove
Hood Politic's IV: Show & Prove è un mixtape del 2006 realizzato dal rapper Termanology. Si tratta del quarto capitolo della serie Hood Politics.
Nel mixtape compaiono molti altri artisti come Papoose, M.O.P., Royce da 5'9", Prospect, Trife Da God, Mighty Sam Mcclain, Snuk della St., Ghetto della St., Big Shug, Dre Robinson & Ed Rock della St. Altrettanto numeroso è il numero dei produttori: DJ Premier, Statik Selektah, DJ Kay Slay, J.Cardim, Roc Raida, DC, Moss, Shortfyuz, Twinz, Pt, Raf Moses, E3. Inoltre vi è la partecipazione del DJ Clinton Sparks.

## Tracce
1. "Shade 45 Intro" - (prodotta da DJ Kay Slay e DJ Premier)
2. "Watch How It Go Down" - (prodotta da DJ Premier)
3. "Clinton Sparks Intro"
4. "100 Jewels" - (prodotta da Roc Raida)
5. "H.U.S.T.L.E.R." - (prodotta da J. Cardim)
6. "Think It Over" - (featuring Trife Da God e prodotta da Statik Selektah)
7. "Far Away" - (featuring Mighty Sam Mcclain e prodotta da DC)
8. "Can't Get Enough" - (prodotta da Moss)
9. "Blow The Horns" - (prodotta da Shortfyuz)
10. "Got Em" - (featuring Snuk della St. e prodotta da Twinz)
11. "79 Murders" - (featuring Snuk & Ghetto della St. e prodotta da Raf Moses)
12. "Good Conscience" - (prodotta da DC)
13. "Winter" - (prodotta da E3)
14. "Just Like Me (prodotta da Artisin)
15. "Watch How It Go Down (Remix)" - (featuring Papoose & Lil Fame degli M.O.P. e prodotta da DJ Premier)
16. "Rear View Mirror" - (prodotta da Attic)
17. "That's Life (prodotta da J. Cardim)
18. "Watch Your Back" - (feat. Royce da 5'9" & Ed Rock della St. e prod. da Statik Selektah)
19. "The Anthem Remix" - (feat. Big Shug, Dre Robinson & Ed Rock della St. e prod. da DC & Pt)
20. "Different World" - (feat. Prospect della Terror Squad e prod. da J.Cardim)